# Friedrich Goerisch
Friedrich Karl Heinrich Goerisch (* 10. Mai 1949 in Oldenburg (Oldb); † 18. Mai 1995 in Hannover) war ein deutscher Mathematiker und Hochschullehrer.

## Leben
Nach dem Abitur am Alten Gymnasium Oldenburg im Jahr 1967 nahm Friedrich Goerisch zunächst das Studium der Chemie an der damaligen TH Clausthal auf, wechselte dann aber bald in das Fach Mathematik. 1974 schloss er als Diplom-Mathematiker ab. Während seines Studiums und danach war er Stipendiat der Studienstiftung des deutschen Volkes. 1978 promovierte er im Fach Mathematik bei Julius Albrecht an der TU Clausthal. Ab 1981 war als in Clausthal als Assistent tätig. Nachdem die freundschaftlich mit ihm verbundene Dolly Margareth Lehmann, Ehefrau des Dresdner Informatikers Nikolaus Joachim Lehmann, ihm riet, die Einreichung der Habilitationsschrift nicht weiter aufzuschieben, erfolgte 1986 die Habilitation mit dem Thema: Eigenwertschranken und komplementäre Extremalprinzipien. 1987 lehnte er einen Ruf an die Technische Universität Kaiserslautern ab und war in Clausthal bis 1991 C2-Professor auf Zeit. Bis zu seinem Tod war Goerisch ab 1991 C3-Professor für Numerische Mathematik und geschäftsführender Direktor des Instituts für Angewandte Mathematik der TU Braunschweig. 1995 starb er plötzlich und unerwartet nach kurzer Krankheit.
Mit der nach ihm benannten Methode (Lehmann-Goerisch-Methode, auch Goerisch-Methode und Goerisch-Verfahren) hat Goerisch die Arbeiten von Rayleigh, Walter Ritz (Rayleigh-Ritz-Prinzip) und Nikolaus Joachim Lehmann um die Einführung unterer Eigenwertschranken bei der Behandlung partieller Differentialgleichungen erweitert und der numerischen Mathematik neue bedeutsame Impulse gegeben. Eine Vielzahl eigener wissenschaftlicher Veröffentlichungen gibt hiervon Zeugnis, auch die große Zahl der Zitate seiner Arbeiten in anderen wissenschaftlichen Veröffentlichungen.
Viele Arbeiten nach 1995 sind Friedrich Goerisch in memoriam gewidmet. Sein ehemaliger Kollege Karl-Joachim Wirths, von 1993 bis 1995 Dekan des Fachbereichs Mathematik der TU Braunschweig, stuft Goerisch als bedeutenden deutschen Mathematiker ein, der sich mit der Goerisch-Methode in der mathematischen Fachwelt verewigt hat.

## Schriften
- Weiterentwicklung von Verfahren zur Berechnung von Eigenwertschranken. Technische Universität Clausthal, Fakultät für Natur- und Geisteswissenschaften, Dissertation, 1978.
- Eigenwertschranken und komplementäre Extremalprinzipien. Technische Universität Clausthal, Habilitationsschrift, 1986.
- mit Julius Albrecht: Einheitliche Herleitung von Einschließungssätzen, in: J. Albrecht, L. Collatz, W. Velte (Hrsg.), Numerical Treatment of Eigenvalue Problems, Band 3, ISNM Band 69, Birkhäuser 1983, S. 58–88.
- mit Julius Albrecht: Templesche Koeffizienten, Zeitschrift für Angewandte Mathematik und Mechanik, Band 64, 1984, S. T 278–T 279.
- mit Julius Albrecht: Untere Schranken für die Eigenwerte Stekloffscher Eigenwertaufgaben, in: Michal Gregus (Hrsg.), Equadiff 5, Bratislava 1981, Teubner 1982, Digitalisat.
- mit H. Haunhorst: Eigenwertschranken für Eigenwertaufgaben mit partiellen Differentialgleichungen, Zeitschrift für Angewandte Mathematik und Mechanik, Band 65, 1985, S. 129–135.
- mit S. Zimmermann: On Trefftz’s method and its application to eigenvalue problems, Zeitschrift für Angewandte Mathematik und Mechanik, Band 66, 1986, T 304–T 306.
- mit Christopher Beattie: Methods for computing lower bounds to eigenvalues of self-adjoint operators, Numerische Mathematik, Band 72, 1995, S. 143–172.